# Batracharta walkeri
Batracharta walkeri är en fjärilsart som beskrevs av Bethune-Baker 1910. Batracharta walkeri ingår i släktet Batracharta och familjen nattflyn. Inga underarter finns listade i Catalogue of Life.